# Кисляківська волость
Кисляківська волость — історична адміністративно-територіальна одиниця Херсонського повіту Херсонської губернії.
Станом на 1886 рік складалася з 7 поселень, 7 сільських громад. Населення — 2799 осіб (1346 чоловічої статі та 1453 — жіночої), 547 дворових господарства.
|                     | Площа, десятин | У тому числі орної, дес. |
| ------------------- | -------------- | ------------------------ |
| Сільських громад    | 5196           | 4051                     |
| Приватної власності | 39567          | 12905                    |
| Казенної власності  | 1              | —                        |
| Іншої власності     | 120            | 120                      |
| Загалом             | 44884          | 17526                    |

Найбільші поселення волості:
- Кисляківка — село при річці Буг за 40 верст від повітового міста, 73 особи, 19 дворів, православна церква, земська станція. За 4½ версти — рибний завод, соляний завод, маяк. За 15 верст — рибний завод. За 26 верст — поштова станція. За 32 версти —постоялий двір.
- Олександрівка — село при Дніпровському лимані, 848 осіб, 167 дворів, 2 лавки, цегельний завод.
- Балабанівка — село при річці Буг, 927 осіб, 166 дворів, земська станція.
- Святотроїцька (Руська Коса) — село при річці Буг, 850 осіб, 75 дворів, лавка.